# Remigiusz Jezierski
Pour les articles homonymes, voir Jezierski.
Remigiusz Jezierski, né le 19 janvier 1976 à Świdnica, est un footballeur polonais.

## Biographie

### Entre la Pologne et Israël
Remigiusz Jezierski fait ses débuts professionnels avec le Śląsk Wrocław en 1997. Cinq ans plus tard, il rejoint Israël et l'Hapoël Beer-Sheva. Après deux saisons pleines, il retourne en Pologne, au Górnik Łęczna. Il y joue un an en tant que titulaire, avant de prendre place sur le banc. À l'hiver 2006, Jezierski est prêté à l'Hapoël Bnei Sakhnin. 

### S'affirme en première division polonaise
Six mois plus tard, il est acheté par le Ruch Chorzów, pensionnaire de deuxième division. À son arrivée, il n'est utilisé que comme joker. En quelques rencontres, il réussit à marquer par trois fois. Remonté en Ekstraklasa, le Polonais joue un peu plus, et réussit à s'imposer la saison suivante. Le 3 juillet 2009, il signe un contrat d'un an au Jagiellonia Białystok, avec une option de prolongation d'une année. Là aussi, il enchaîne les matches, et participe au bon parcours de son club en championnat. Mais contre toute attente, il ne prolonge pas son contrat en fin de saison, et signe au Śląsk Wrocław.

## Palmarès
- Vainqueur de la Coupe de Pologne : 2010